# イオン船岡店
イオン船岡店（イオンふなおかてん）は、宮城県柴田郡柴田町西船迫にあるイオン東北株式会社が運営するショッピングセンターである。

## 概要
1979年4月11日に設立。町商工会青年部の地道な努力と町の支援によって、1980年11月1日に県南初の郊外型大型小売店「ショッピングセンターサンコア」がオープン。ジャスコが核店舗として入り、飲食店や衣料品店から生活用品店までピーク時には約50店に及ぶ専門店が出店。
しかし、競合となるショッピングセンターの新規出店が増えたことで集客力は悪化し、景気低迷の影響もあり業績の回復は望めないことから、2009年10月31日を以って、ジャスコを除く（営業は継続）サンコア専門店（約30店）の営業を終了。ジャスコを経営するイオンリテールがサンコア全体を買い取り、営業を引き継ぐようになった。
改装工事を経て、2010年7月30日にリニューアルオープン。サンコア専門店の空きスペースに新設の売り場を設けた。
「ジャスコ船岡店」は2011年3月1日にイオングループの総合スーパーをイオンに店名統一することに伴い「イオン船岡店」に改称。

## 沿革
- 1980年（昭和55年）11月1日 - 「ショッピングセンターサンコア」として核店舗のジャスコとサンコア専門店街が開店。
- 2001年（平成13年）8月21日 - ジャスコ株式会社がイオン株式会社に商号変更。
- 2008年（平成20年）8月21日 - イオン株式会社の純粋持株会社移行により、イオンリテール株式会社が小売事業部門を継承[4]。
- 2009年（平成21年）10月31日 - 業績や経済悪化の為、サンコア専門店街の営業終了。
- 2010年（平成22年）7月30日 - サンコア専門店区画等を改装し、リニューアルオープン。
- 2011年（平成23年）3月1日 - GMS事業の再編に伴い、「イオン船岡店」に店名変更。
- 2013年（平成25年）3月1日 - 店名が「サンコア」から「イオン船岡店」に変更[5]。
- 2015年（平成27年）4月3日 - 施設駐車場の収容台数の半減に伴い、屋上駐車場を閉鎖[6]。
- 2020年（令和2年）
  - 3月1日 - イオン東北株式会社発足に伴い、店舗の管理・運営および食品売場をイオン東北に移管[7]。
  - 4月1日 - 本店を含む全国のイオン直営売場での無料レジ袋配布終了[8]。
- 2021年（令和3年）9月1日 - イオン東北とイオンリテール東北事業本部の統合に伴い、衣料、住居余暇、H&BC各売場をイオン東北に移管[9]。

## フロアとテナント

### フロア概要
核店舗のイオン船岡店と10の専門店で構成される。屋上駐車場は現在閉鎖中の為、利用不可となっている。
| 階  | フロア概要             |
| --- | ---------------------- |
| R階 | 屋上駐車場 ※閉鎖中     |
| 2階 | 衣料品と専門店のフロア |
| 1階 | 食品と暮らしのフロア   |

### 主なテナント
1階
- パン工場（ベーカリー）
- チャンスセンター (宝くじ)
- カーコンビニ倶楽部（車の板金）

2階
- セリア （100円ショップ）
- ペッピーキッズクラブ（英会話・パソコン教室）
- ピーターパンと仲間たち（ゲームコーナー）

※テナント情報は2024年12月時点
出店テナント全店の一覧詳細情報は公式サイト「専門店」「フロアガイド」を、営業時間およびATMを設置している金融機関の詳細は公式サイト「営業時間」を参照。

## アクセス
国道4号線 柴田バイパス沿いに位置している。

### 鉄道
- 船岡駅（JR東日本・東北本線）から徒歩約20分、東船岡駅及び大河原駅から徒歩約45分。

### 自動車
- 東北自動車道 - 村田ICより約18分。
- 仙台東部道路 - 亘理ICより約21分。

### 駐車場
当施設の駐車場は、現在閉鎖中の屋上駐車場を除いて372台利用可能である。
| 施設駐車場 | 駐車台数 | 駐車可能時間 | 備考       |
| ---------- | -------- | ------------ | ---------- |
| 平面駐車場 | 372      | 6:00 - 21:30 |            |
| 屋上駐車場 | 209      | 利用不可     | 現在閉鎖中 |

## 近隣施設
- 仙南中央病院
- 船迫ゴルフガーデン
- JAみやぎ仙南本店